# Kroppenstedt
Kroppenstedt − miasto w Niemczech, w kraju związkowym Saksonia-Anhalt, w powiecie Börde, należące do gminy związkowej Westliche Börde.

## Geografia
Kroppenstedt leży ok. 20 km na północny wschód od Halberstadt. Przez miasto przebiega obwodnica drogi krajowej B81.

## Osoby urodzone w Kroppenstedt
- George Müller - założyciel sieci sierocińców w Bristolu

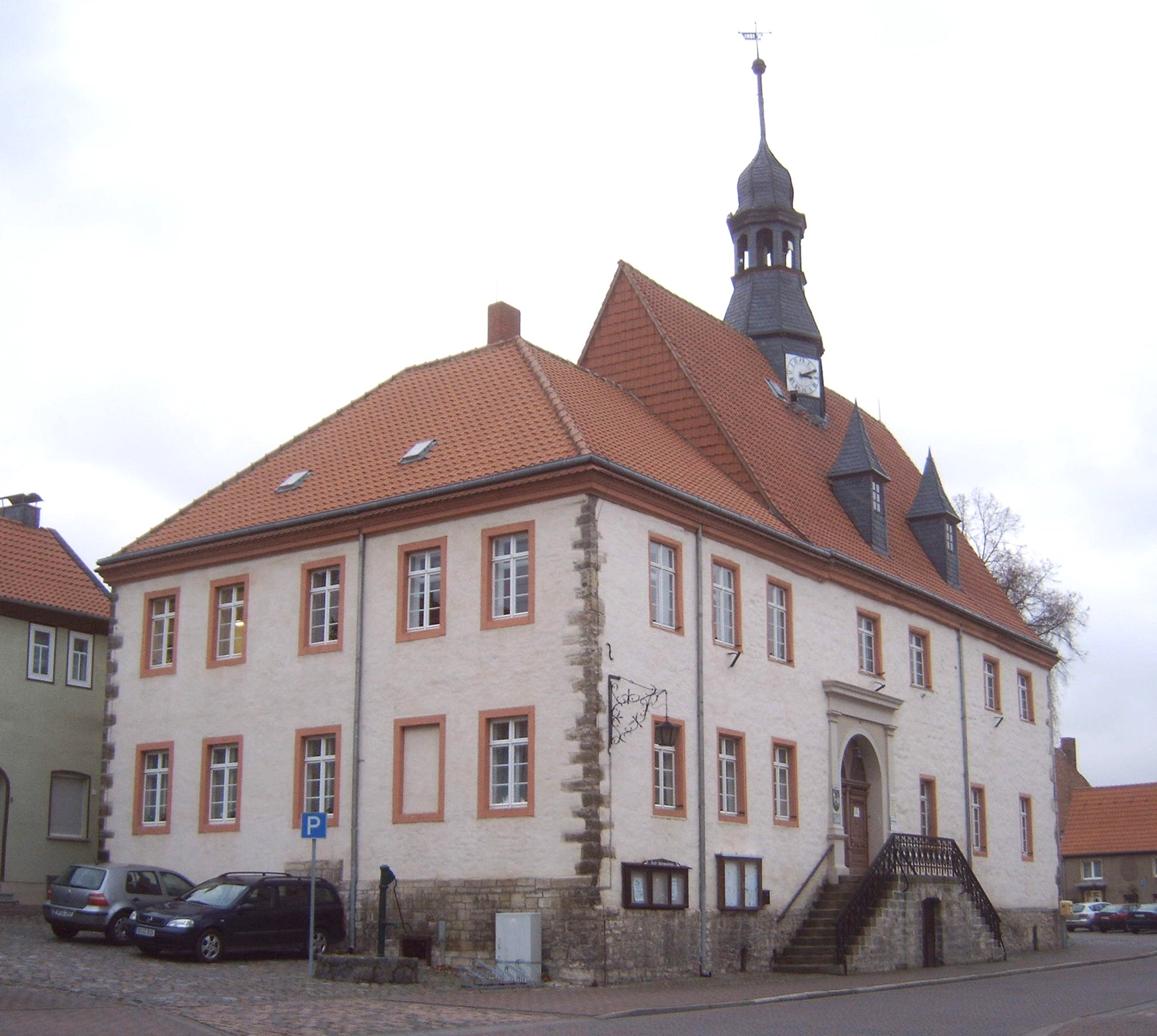
Ratusz